# Инцидент с Boeing 777 в Токио
Инцидент с Boeing 777 в Токио — авиационная авария, произошедшая 27 мая 2016 года. Авиалайнер Boeing 777-3B5 авиакомпании Korean Air выполнял плановый международный рейс KE2708 по маршруту Токио—Сеул, когда во время разгона по ВПП, в двигателе № 1 возник пожар. Взлёт был прерван, и пассажиры были эвакуированы. Никто из находившихся на борту 319 человек (302 пассажира и 17 членов экипажа) не погиб, но 12 пассажиров получили ранения.

## Самолёт
Самолётом, попавшим в аварию, был Boeing 777-3B5, оснащенный двумя двигателями Pratt & Whitney PW4000. Самолёт имел бортовой номер HL7534 и серийный номер 27950. Это 120-й построенный Boeing 777, он впервые поднялся в воздух 4 февраля 1998 года и был доставлен в авиакомпанию Korean Air 28 декабря 1999 года. Имеет налёт в 64 028 часов.

## Хронология событий
Во время разгона по взлётно-посадочной полосе № 34R пилоты услышали громкий хлопок с левой стороны борта. Пилоты прервали взлёт, и самолёт остановился. Сразу началась эвакуация. Все пассажиры были успешно эвакуированы, но 12 пассажиров получили ранения и были доставлены в больницу недалеко от аэропорта. Прибывающие рейсы были перенаправлены в аэропорт Нарита и в Осаку. Пожарные бригады аэропорта быстро потушили огонь, который образовался на двигателе № 1 (левый). Сообщается, что самолёт проехал около 700 метров по взлётно-посадочной полосе, прежде чем остановиться, при этом детали двигателя были разбросаны в 600 метрах от места, в которой Boeing 777 начал разгон.
Во время эвакуации из 10 аварийных выходов в Boeing 777, были использованы лишь 4. Аварийные выходы L2-L5 оказались заблокированы, во время открытия выхода L1, аварийный трап раскрылся неправильно, в результате чего его нельзя было использовать. Аварийный трап на выходе R5 не сработал. Трапы раскрылись правильно лишь у выходов R1-R4.

## Расследование
В расследовании аварии принимали участие Японский Совет Безопасности на Транспорте (JTSB), Совет Расследования Авиационных и Железнодорожных Происшествий (ARAIB) и Национальный Совет по Безопасности на Транспорте (NTSB). 30 мая 2016 года следователи обнаружили, что лопасти низкого давления на двигателе № 1 Pratt & Whitney PW4090 разрушились, осколки пробили корпус двигателя, а затем осколки были обнаружены на взлётно-посадочной полосе. Лопасти турбины высокого давления двигателя и компрессор высокого давления были целыми и не имели повреждений. Следователи не обнаружили следов столкновения с птицами, и теория о пожаре двигателя вследствие столкновения с птицами была отклонена.
В итоговом отчёте о расследовании JTSB, опубликованном 26 июля 2018 года, обсуждалось значительное количество проблем, связанных с отказом двигателя и реакцией экипажа и пассажиров. К ним относятся неудовлетворительные стандарты технического обслуживания, из-за которых не была замечена трещина, растущая в диске турбины низкого давления. Трещина была вызвана усталостью металла, которая в конечном итоге привела к пожару двигателя. Экипаж был неспособен найти список аварийных процедур. Также нарушением инструкции было то, что эвакуация самолёта была начата в то время, как двигатели все ещё работали. Это означало, что пассажиры могли быть засосаны двигателями. Многие пассажиры игнорировали инструкции оставить ручную кладь, в результате чего образовался риск проткнуть аварийные трапы.

## Последствия

### Задержки в аэропорту
В результате инцидента все взлётно-посадочные полосы аэропорта Ханэда были закрыты. В общей сложности, не менее 36 000 пассажиров застряли в аэропорту из-за отменённых рейсов. Среди них был и Тошинао Накагава, который должен был присутствовать на выступлении президента США Барака Обамы в Мемориальном музее мира в Хиросиме в качестве одного из выборных должностных лиц префектуры Хиросима. Накагава не смог совершить поездку из-за того, что его рейс был отменён в результате аварии.

### Дальнейшая судьба самолёта
Самолёт был отремонтирован и возвращен в эксплуатацию в авиакомпанию Korean Air 3 июня 2016 года.